# 对叶车叶草
对叶车叶草（学名：Asperula oppositifolia）为茜草科车叶草属下的一个种。

## 扩展阅读
- 維基物種上的相關：对叶车叶草